# 三甲氧基安非他命
三甲氧基安非他命（缩写TMA）是一类甲氧基苯乙胺衍生物，分子式C
12H
19NO
3，有：
- 2,3,4-三甲氧基安非他命，CAS号：1082-23-1
- 2,3,5-三甲氧基安非他命，CAS号：23693-14-3
- 2,3,6-三甲氧基安非他命，CAS号：20513-16-0
- 2,4,5-三甲氧基安非他命，CAS号：1083-09-6
- 2,4,6-三甲氧基安非他命，CAS号：15402-79-6
- 3,4,5-三甲氧基安非他命，CAS号：1082-88-8